# De Blinkert

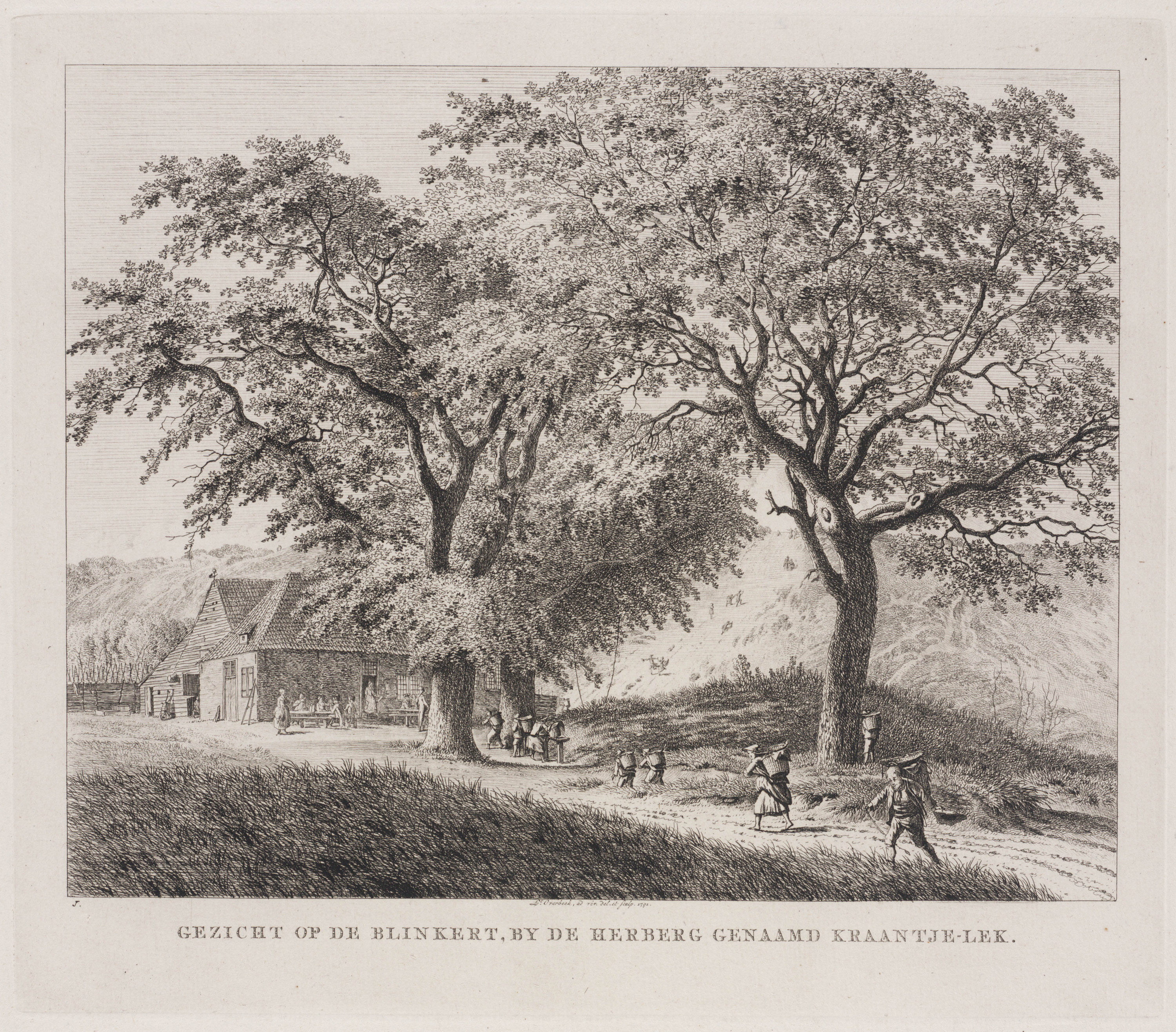
Gezicht op de Blinkert, bij Kraantje Lek, rond 1800

De Blinkert is de naam van een zeer steile duintop nabij het pannenkoekenhuis Kraantje Lek in Overveen.
Veel mensen proberen telkens het duin snel op te klimmen. Door het ter plaatse aanwezige duinzand gaat dat moeilijk. De afdaling gaat aanzienlijk gemakkelijker. Door verstuiving en verzakking is het soms nodig dat het zand aan de onderkant per vrachtwagen naar boven wordt gebracht. De Blinkert is tevens het begin van het Visscherspad door het duingebied naar Zandvoort.

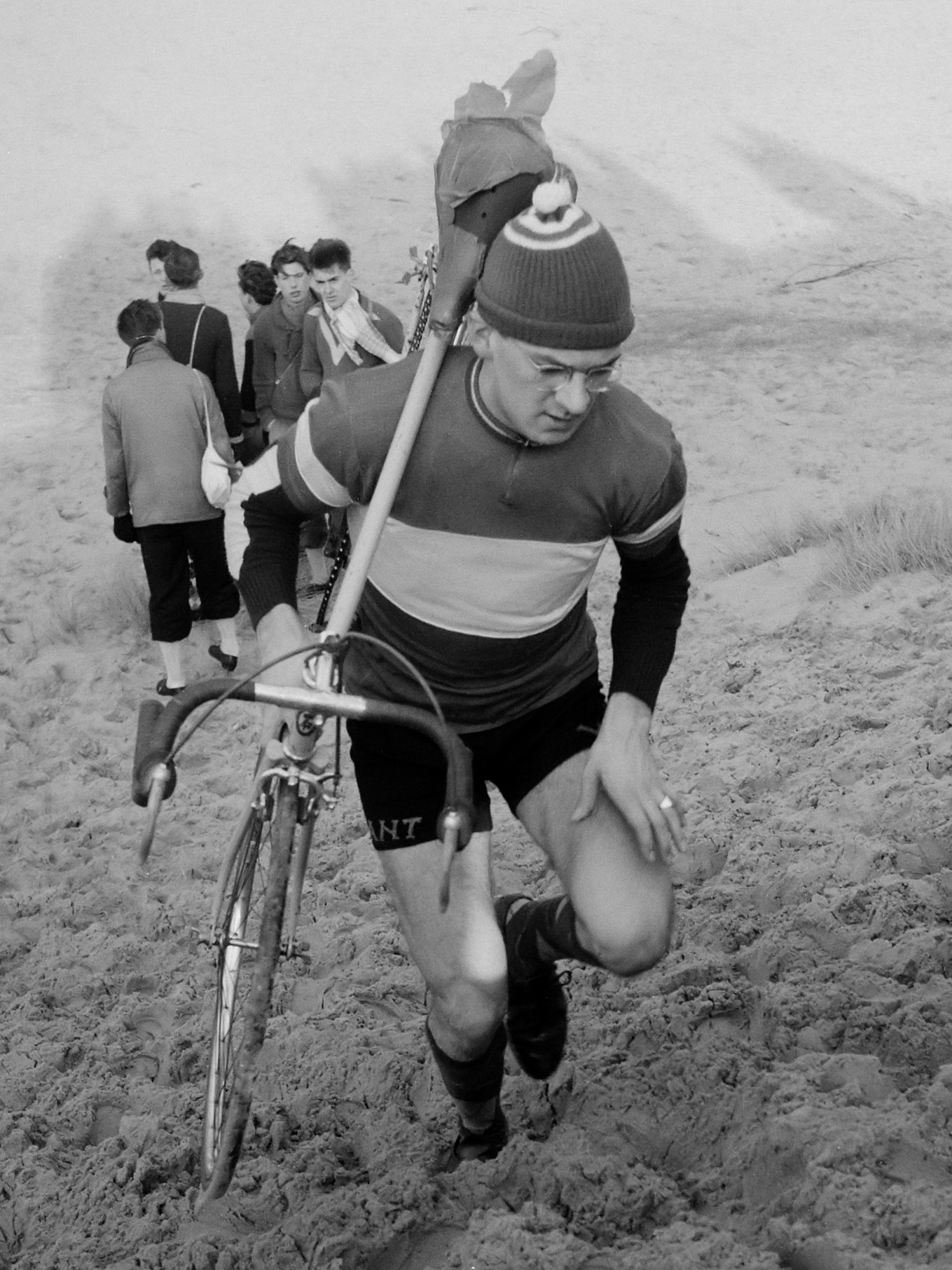
Piet van Heusden tijdens de Cycle Cross Kraantje Lek (Braakmanprijs) in 1954.